# CA Alvarado
Club  Atlético Alvarado – jest argentyńskim klubem piłkarskim z siedzibą w mieście Mar del Plata leżącym w prowincji Buenos Aires.

## Osiągnięcia
- Udział w mistrzostwach Argentyny Nacional: 1978
- Mistrz ligi prowincjonalnej Liga Marplatense de Fútbol (4): 1977, 1990, 1992, 1997

## Historia
Klub założony został 21 czerwca 1928 roku pod nazwą Club Atlético General Alvarado. Pierwszym prezydentem w historii klubu został Francisco Rojo, a pierwszym sukcesem było wygranie w roku 1964 drugiej ligi prowincjonalnej Liga Marplatense de Fútbol, co dało awans do lokalnej Primera División. W trzynaście lat później, w roku 1977 Alvarado wygrał Primera División ligi Liga Marplatense de Fútbol i mógł wziąć udział w rozgrywkach regionalnych o awans do mistrzostw Argentyny Nacional. Uzyskany awans był szczytowym osiągnięciem klubu. Obecnie Alvarado gra w trzeciej lidze argentyńskiej Torneo Federal A.